# Vincenzo Di Giovanni
Vincenzo Di Giovanni (Palermo, 24 marzo 1955) è un ex calciatore italiano, di ruolo ala.

## Carriera
Inizia la carriera agonistica nel Genoa, club con cui esordisce nella Serie B 1974-1975.
Nel 1975 passa al Trento, club con cui retrocede in Serie D al termine della Serie C 1975-1976, a causa del penultimo posto ottenuto nel Girone A.
La stagione seguente, rimasto tra le file dei trentini, ottiene la promozione in categoria superiore grazie al primo posto ottenuto nel Girone B.
Nel 1977 torna al Genoa, club con cui esordisce in Serie A il 6 novembre dello stesso anno nel pareggio casalingo a reti bianche contro il Foggia. Nella sua unica stagione in massima serie, Di Giovanni gioca tre incontri, frenato da un infortunio alla gamba occorsogli durante Juventus-Genoa in uno scontro con Claudio Gentile; al termine dell’annata, retrocede in cadetteria.
Nel 1978 passa al Latina, in terza serie, società con cui retrocede in Serie C2 al termine della stagione.
Nel 1979 è ingaggiato al Varese, società con cui vince il Girone A della Serie C1 1979-1980, ottenendo la promozione in Serie B. Con i biancorossi disputa cinque stagioni tra i cadetti, retrocedendo in terza serie al termine della stagione 1984-1985.
Nel 1985 passa alla Triestina, con cui gioca tre stagioni in Serie B. Con gli alabardati, dopo aver sfiorato la promozione nella stagione 1985-1986 persa anche a causa del coinvolgimento della compagine nel secondo scandalo del calcioscommesse, retrocede in Serie C1 al termine dell'annata 1987-1988.
In carriera ha totalizzato 3 presenze in Serie A e 220 presenze e 22 reti in Serie B.

## Palmarès

### Club

#### Competizioni nazionali
- Campionato italiano Serie D: 2

Trento: 1976-1977Bagheria 1988-89
- Campionato italiano Serie C1: 1

Varese: 1979-1980